# دانشگاه بن
دانشگاه بُن (به آلمانی: Universität Bonn) یک دانشگاه تحقیقاتی دولتی در شهر بن واقع در ایالت نوردراین وستفالن آلمان است که در ۱۸ اکتبر سال ۱۸۱۸ میلادی تأسیس شده‌است. این دانشگاه با بیش از ۳۶ هزار دانشجو، یکی از بزرگترین دانشگاه‌های آلمان است.

## رتبه
در رتبه‌بندی دانشگاه‌های جهان QS در سال ۲۰۲۰ دانشگاه بن در رده ۲۴۳ دنیا و چهاردهم آلمان قرار گرفته‌است. همچنین در رتبه‌بندی مؤسسه تایمز در سال ۲۰۲۰ این دانشگاه رتبه ۱۰۵ را در بین دانشگاه‌های جهان از آن خود کرده‌است.

## دانشکده‌ها
دانشکده‌های دانشگاه بن شامل:
- دانشکده حقوق
- دانشکده الهیات کاتولیک
- دانشکده الهیات پروتستان
- دانشکده اقتصاد
- دانشکده کشاورزی
- دانشکده ریاضی و علوم طبیعی
- دانشکده هنر
- دانشکده پزشکی

## دانش‌آموختگان سرشناس دانشگاه بن
افرادی همچون پاپ بندیکت شانزدهم، کارل مارکس، فریدریش نیچه، یوزف شومپیتر و یوزف گوبلز از دانش‌آموختگان و استادان دانشگاه بن بوده‌اند.